# كويزي أدنى
كويزي أدنى (الاسم العلمي: Cantharellus minimus) هو نوع من الفطريات يتبع جنس الكويزي من فصيلة الكويزية.